# Zone (chanson)
Pistes de La fête est finie
Christophe
(9) Dans ma ville, on traîne
(11)
Zone est une chanson d'Orelsan featuring Nekfeu et Dizzee Rascal, présente sur l'album La fête est finie sorti le 20 octobre 2017.

## Genèse
À l'origine, Zone est enregistrée pour l'album Cyborg de Nekfeu. Mais elle n'est finalement pas sur la liste des titres retenues pour l'album. Lors d'un passage à Los Angeles, Orelsan rencontre le rappeur anglais Dizzee Rascal et lui propose de participer au titre. Sa participation est enregistrée dans l'instant.

## Classement
| Classement (2017-18) | Meilleure position |
| -------------------- | ------------------ |
| France (SNEP)        | 12                 |

## Certification
| Pays   | Organisme | Certification | Seuil                            |
| ------ | --------- | ------------- | -------------------------------- |
| France | SNEP      | Platine       | 30 millions d'équivalent streams |